# 蒂申罗伊特
蒂申罗伊特（德語：Tirschenreuth，發音：[ˈtɪʁʃn̩ʁɔʏt] ⓘ）是德国巴伐利亚州上普法尔茨行政区蒂申罗伊特县的城市，也是蒂申罗伊特县的县治，面积103.95平方千米，2023年12月31日人口为8,580人。